# ウォリック (クイーンズランド州)

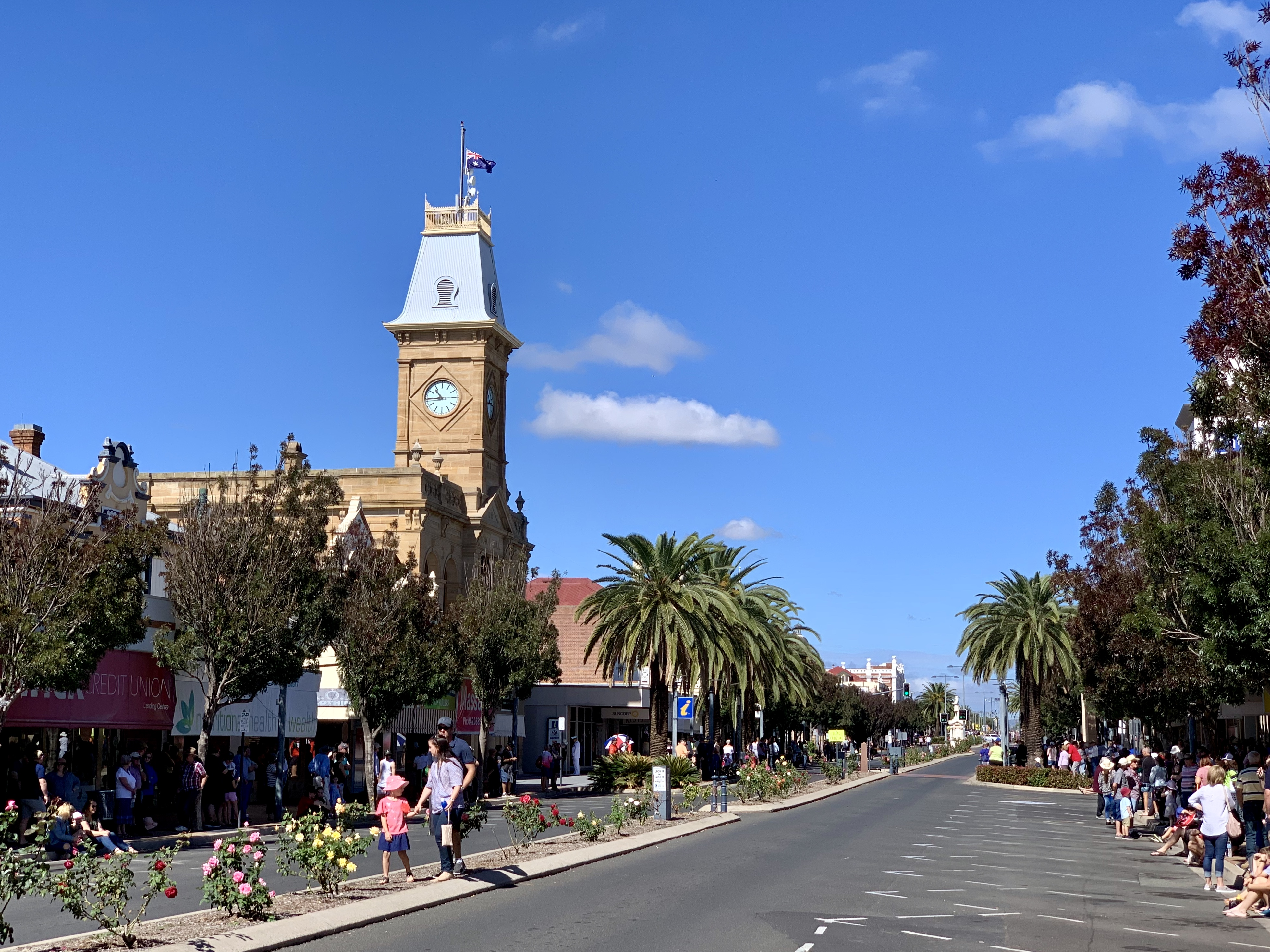
ウォリック

ウォリック（Warwick）はオーストラリア、クイーンズランド州の都市・地域行政区。州都ブリスベンの南西130kmに位置する。人口は1万5380人（2018年）。コンダマイン川流域の農業地帯にある商業拠点である。町の周辺には広大な牧場や麦畑が広がる。

## 交通
- カニンガム・ハイウェイ
- ニューイングランド・ハイウェイ

## 近接都市
- ダーリングダウンズ
- トゥーンバ

## 姉妹都市
- カムローズ, アルバータ州, カナダ
- 久御山町,京都府,日本

## 新聞
- Warwick Daily News

## 参照
- Heritage Trails of Great South East by the Queensland Environmental Protection Agency